# Bobby Cremins
Robert Joseph Cremins, detto Bobby (New York, 4 luglio 1947), è un ex cestista e allenatore di pallacanestro statunitense.

## Carriera
Ha allenato per oltre 30 anni a livello di college, disputando 11 volte il Campionato di pallacanestro NCAA Division I e raggiungendo le Final Four nell'edizione 1990. Vanta 965 partite in panchina alla guida di squadre universitarie: 170 con Appalachian State University, 591 con Georgia Tech e 204 con College of Charleston.
Nel 1989 ha vinto l'argento ai FIBA Americas Championship 1989 alla guida degli Stati Uniti.
Si è ritirato ufficialmente nel marzo 2012.

## Palmarès
- Naismith College Coach of the Year: 1990